# Polyptyque Miglionico
Le polyptyque Miglionico  est un ensemble polyptyque de peintures religieuses à l'huile sur bois réalisé par le peintre Cima da Conegliano ; datant de la fin du XVe siècle il est exposé dans la basilique Santa Maria Maggiore de Miglionico, en Basilicate.

## Description
Encadré d'une boiserie richement travaillée  et dorée, le polyptyque est un ensemble de dix-huit panneaux disposés en deux registres dont le panneau central représente la Vierge à l'Enfant sur un trône avec sur son socle l'inscription IOANES/BAPTISTA/P/1499.
De part et d'autre de la Vierge : les panneaux latéraux jumelés représentent, en pied, à gauche saint François d'Assise et saint Jérôme, à droite saint Pierre et saint Antoine de Padoue.
Dans le registre supérieur, toujours de part et d'autre de la Vierge et surmontant les panneaux latéraux, deux panneaux symétriques représentent les bustes de sainte Claire d'Assise, de saint Louis de Toulouse, de saint Bernard et de sainte Catherine d'Alexandrie. En haut, dans la cimaise incurvée vers l'avant, se trouvent le Christ entre les panneaux d'une « Annonciation d'encadrement » : l'ange annonciateur sur la gauche et la Vierge annoncée sur la droite.
En bas, la prédelle compartimentée présente les saints protomartyrs franciscains. Le compartiment central de la prédelle devait, sans doute, représenter la Nativité.